# Елафина
Елафина (грч. Ελαφίνα) је насељено место у општини Бер у периферији Средишња Македонија, Грчка. Према попису из 2021. године било је 7 становника.
Према бугарском географу и историчару, Василу Канчову, у Елафини је 1900. године живело 150 Грка хришћана. Стари назив села је Спорлига и словенског је порекла.